# Beltrami (Minneapolis)

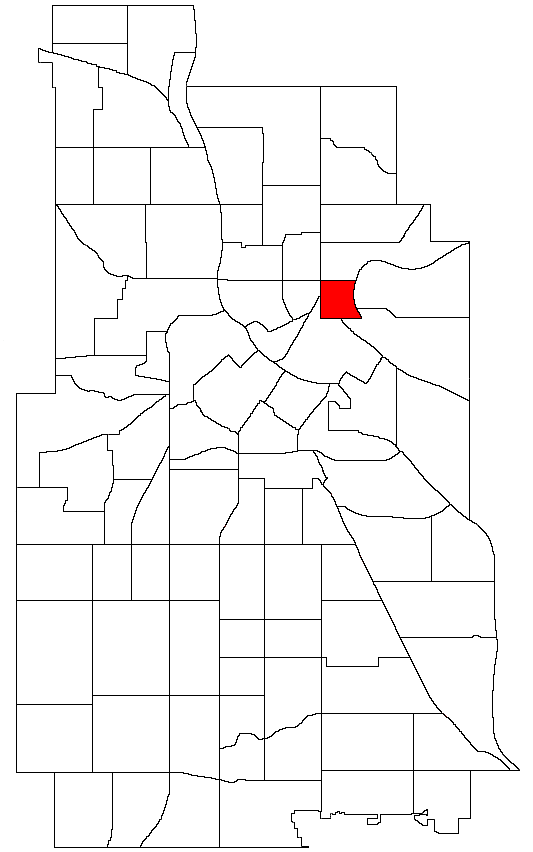
Lage der Beltrami neighborhood (rot) in Minneapolis

Beltrami gehört zu Minneapolis und liegt im Hennepin County in Minnesota.

## Lage und Größe
Beltrami, auch Beltrami neighborhood genannt, ist ein nördlich gelegener Stadtteil von Minneapolis, der in der Metropolregion Minneapolis–Saint Paul liegt. Das Viertel grenzt im Norden an die Broadway Street, im Osten an die Interstate 35W, im Westen an die Harrison Street und im Süden an die Central East Hennepin Avenue. Beltrami erstreckt sich über eine Fläche von 0,267 Quadratmeilen und hat rund 1300 Bewohner.

## Namensgebung
Der Stadtteil ist nach dem italienischen Entdecker, Juristen und Schriftsteller Giacomo Beltrami benannt, der 1823 das heutige Minnesota bereiste und einige Monate bei den Sioux lebte.

## Demographische Daten
Die ethnische Zusammensetzung von Beltrami hat sich seit 1980 stark verändert. Der Anteil der weißen Bevölkerung hat sich in dieser Zeit von 92 Prozent der Bevölkerung auf 61 Prozent reduziert. Gleichzeitig haben die andere ethnische Gruppe stark zugenommen. 24 Prozent der Einwohner von Beltrami leben unterhalb der Armutsgrenze, verglichen mit 17 Prozent der Einwohner von Minneapolis.

## Sonstiges
Beltrami Park, der im Zentrum der Beltrami neighborhood liegt, war ein ehemaliger Friedhof, bekannt als Maple Hill Cemetery, der 1857 von den ersten Siedlern gegründet wurde und bis ins Jahr 1890 genutzt wurde.